# Frithjof Olsen
Frithjof Olsen (Drammen, 30 novembre 1882 – Oslo, 22 febbraio 1922) è stato un ginnasta norvegese.

## Palmarès

### Olimpiadi
- Argento a Londra 1908 nel concorso a squadre.
- Bronzo a Stoccolma 1912 nel concorso svedese a squadre.

### Olimpiadi intermedie
- Oro a Atene 1906 nel concorso a squadre.